# Mihály Ignác von Lenhossék

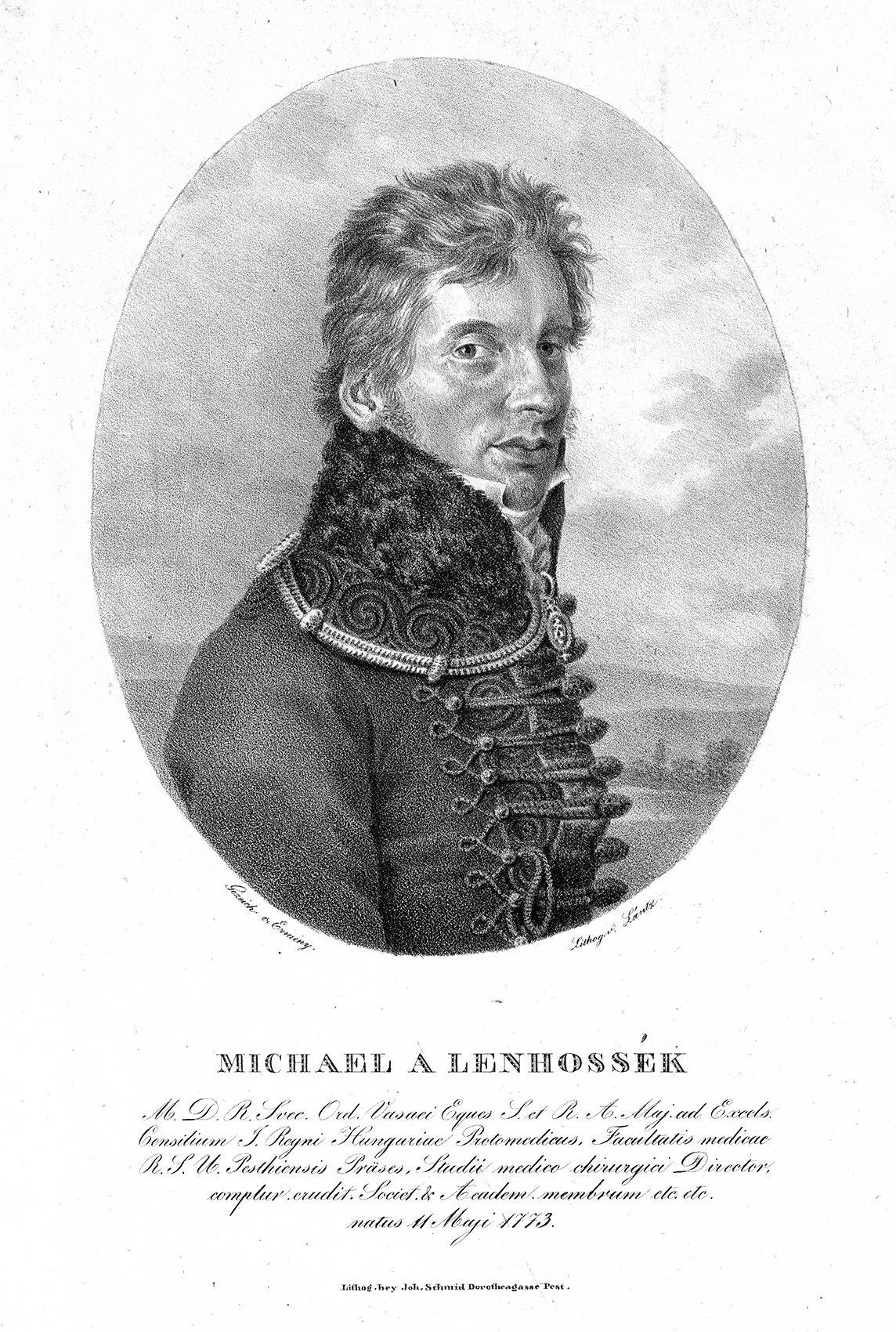
Mihály Ignác von Lenhossék (1820)

Mihály Ignác von Lenhossék (auch: Michael von Lenhossék; * 11. Mai 1773 in Preßburg; † 11. Februar 1840 in Ofen (Buda); Nobilitierung 1808) war ein Physiologe, Psychologe und Hochschullehrer. Er war einer der ersten, die die Pockenimpfung in Ungarn anwandten und erwarb sich zudem große Verdienste um die Bekämpfung der Cholera.

## Leben
Lenhossék studierte, nachdem er die Mittelschule bei den Jesuiten in Preßburg besucht hatte, Medizin an den Universitäten Wien und Pest. Er wurde 1799, im Jahr, als er als einer der ersten die Pockenimpfung in Ungarn durchführte, zum Dr. med. promoviert und außerdem durch den Fürstprimas von Ungarn und Erzbischof von Gran József Kardinal Batthyány zum Chirurgus des Komitats Gran ernannt.
Lenhossék wurde 1808 als Professor der Physiologie und der Anatomie an die Universität Pest berufen. Bereits 1809/10 und nochmals von 1815 bis 1817 war er Dekan, 1818/19 dann Rektor der Universität. 1819 wechselte er nach Wien. Dort wurde er Professor der Physiologie an der Universität Wien.
Lenhossék wurde 1825 in Pest zum Statthaltereirat und Protomedicus ernannt. Er war schließlich bis zu seinem Tod Direktor der Medizinischen Fakultät der Universität Pest. Neben der Cholerabekämpfung, insbesondere 1831, und den Pockenimpfungen hat er sich auch um die Gestaltung der Ärzteausbildung und Sanitätsverwaltung in Ungarn verdient gemacht.
József von Lenhossék, ungarischer Anatom, Neurologe und Hochschullehrer, war sein Sohn, Mihály von Lenhossék, ungarischer Anatom und Hochschullehrer, sein Enkel.

## Ehrungen
Lenhossék erhielt eine ganze Reihe an Auszeichnungen. 1808 wurde er in den ungarischen Adelstand erhoben. Vom russischen Zar erhielt er einen Ehrenring und vom König von Schweden den Wasaorden. Zudem war er gewähltes oder berufenes Mitglied von 18 Gelehrtengesellschaften in diversen europäischen Ländern. So zum Beispiel ab 1805 bei der Königlichen Akademie der Wissenschaften zu Göttingen, 1817 bei der Kaiserlich medizinisch-chirurgischen Josephinischen Akademie der Wissenschaften zu Wien, ab 1823 bei der Russischen medizinisch-chirurgischen Akademie der Wissenschaften zu Petersburg, ab 1828 bei der Accademia delle Scienze di Torino und ab 1834 bei der Akademie der Wissenschaften zu Bonn. Im Jahr 1831 wurde er zum Mitglied der Deutschen Akademie der Naturforscher Leopoldina gewählt.

## Werke (Auswahl)
- Untersuchungen über Leidenschaften als Ursachen der Krankheiten, 1804.
- Introductio in methodologiam physiologiae corporis humani, 1808.
- Physiologia medicinalis, 5 Bände, 1816–1818.
- Institutiones physiologiae corporis, 2 Bände, Gerlod, Wien 1822.
- Darstellung des menschlichen Gemüthes in seinen Beziehungen zum geistigen und leiblichen Leben, 2 Bände, Gerold, Wien 1824/1825.
- Die Wuthkrankheit nach bisherigen Beobachtungen und neueren Erfahrungen etc., Hartleben, Pest 1837.